# Alain Cavalier
Alain Cavalier (ur. 14 września 1931 w Vendôme) – francuski reżyser, scenarzysta i operator filmowy.

## Biografia
Reżyser jest absolwentem paryskiego IDHEC. W 1987 r. nagrodzono go Cezarem dla najlepszego filmu i najlepszego reżysera za obraz Teresa, powstały w oparciu o biografię Teresy z Lisieux. Na 64. MFF w Cannes film Cavaliera Pater (2011) wziął udział w konkursie głównym o nagrodę Złotej Palmy.
Żoną Alaina Cavaliera była aktorka oraz Miss Francji Irène Tunc.

## Filmografia
- 1962: Pojedynek na wyspie
- 1964: Zemsta OAS
- 1968: Zawirowania serca
- 1981: Dziwna podróż
- 1986: Teresa
- 2005: Filmowiec
- 2009: Irène
- 2011: Pater